# 努納維克

努納維克（Nunavik）是加拿大魁北克省北魁北克區的一部分並以北緯55度為界。面積443,684.71 km2（171,307.62 sq mi），即約該省三分之一。努納維克在2016年人口普查時有人口13,181人，其中90%是因紐特人。